# Xã Platte, Quận Dodge, Nebraska
Xã Platte (tiếng Anh: Platte Township) là một xã thuộc quận Dodge, tiểu bang Nebraska, Hoa Kỳ. Năm 2010, dân số của xã này là 2.235 người.